# Maurits de Baar
Maurits de Baar (Utrecht, 8 oktober 1997) is een voormalig Nederlands profvoetballer die als aanvaller speelde.

## Carrière
Maurits de Baar speelde in het seizoen 2015/16 met USV Elinkwijk in de Tweede klasse. In de zomer van 2016 vertrok hij naar RKC Waalwijk waar hij op 8 augustus 2016, in de met 1-0 gewonnen thuiswedstrijd tegen Telstar, zijn debuut maakte. Medio 2018 ging hij naar FC Lienden, waar hij een half seizoen speelde. Na een half seizoen bij USV Hercules vertrok hij in 2019 naar VV Sparta Nijkerk. Door een zware blessure kwam hij nooit in actie voor Nijkerk en in januari 2021 vertrok hij naar SDO Bussum. Sinds de zomer van 2022 speelt hij voor D.H.S.C.

### Statistieken
| Seizoen        | Club              | Land           | Competitie             | Competitie | Competitie | Beker | Beker | Totaal | Totaal |
| Seizoen        | Club              | Land           | Competitie             | Wed.       | Dlp.       | Wed.  | Dlp.  | Wed.   | Dlp.   |
| -------------- | ----------------- | -------------- | ---------------------- | ---------- | ---------- | ----- | ----- | ------ | ------ |
| 2016/17        | RKC Waalwijk      | Nederland      | Eerste divisie         | 1          | 0          | 0     | 0     | 1      | 0      |
| 2017/18        | RKC Waalwijk      | Nederland      | Eerste divisie         | 9          | 0          | 0     | 0     | 9      | 0      |
| 2018/19        | FC Lienden        | Nederland      | Tweede divisie         | 12         | 2          | 1     | 0     | 13     | 2      |
| 2018/19        | USV Hercules      | Nederland      | Derde divisie zon.     | 5          | 0          | 0     | 0     | 5      | 0      |
| 2019/20        | VV Sparta Nijkerk | Nederland      | Derde divisie zaterdag | 0          | 0          | 0     | 0     | 0      | 0      |
| 2020/21        | VV Sparta Nijkerk | Nederland      | Derde divisie zaterdag | 0          | 0          | 0     | 0     | 0      | 0      |
| Carrièretotaal | Carrièretotaal    | Carrièretotaal | Carrièretotaal         | 10         | 0          | 0     | 0     | 10     | 0      |